# Tanz der Vampire
Tanz der Vampire is een van oorsprong Duitstalige musical gebaseerd op de film The Fearless Vampire Killers van Roman Polański uit 1967. De muziek is geschreven door Jim Steinman, de teksten zijn geschreven door Michael Kunze en de choreografie is van Dennis Callahan. De originele regie was in handen van Roman Polański.
De musical ging voor het eerst op 4 oktober 1997 in Wenen in première en heeft sindsdien vrijwel onafgebroken in een aantal Oostenrijkse, Duitse en Europese steden gespeeld. Er zijn ook producties in New York en Tokio geweest. Op 9 september 2010 ging de eerste professionele Nederlandstalige productie van Tanz der Vampire' in Antwerpen in première.

## Personages
- Graaf von Krolock is een charmante doch sluwe vampier in de leeftijd van 35 - 45 tot 450 jaar oud. Zware Bariton.
- Professor Abronsius is een warrige professor van rond de 60-65 jaar oud. Een 'man van de wetenschap' die zich voorgenomen heeft alle vampieren te verdelgen. De komische noot in het stuk met een hoge bariton.
- Alfred de jonge aantrekkelijke assistent van de professor. Charmant en vol goede bedoelingen, maar helaas wel een beetje een angsthaas. Een sterke en melodieuze tenor.
- Sarah de mooie dochter van de herbergier. Ze is bijna achttien (aldus het nummer 'Du bist wirklich sehr nett') en is haar saaie leven zat. Ze wil dansen en plezier maken. Sopraan die ook goed rocknummers kan zingen.
- Chagal is Sarah's over-beschermende vader en eigenaar van de plaatselijke herberg. Ongeveer 40-55 jaar oud met een sterke bariton.
- Rebecca is Sarah's moeder en vrouw van Chagal. Volle rijke alt.
- Magda van een jaar of 20-25 is de sexy dienstmeid in de herberg. Gewild door alle mannen in het dorp maar ze heeft in niemand interesse.
- Herbert von Krolock is de zoon van de graaf. Hij is ongeveer 20-25 jaar oud. Hij is een vampier, alleen, homoseksueel en hebberig. Zware tenor.
- Koukol is het gebochelde hulpje van de graaf van onbekende leeftijd en afkomst.
- Ensemble dansers in de leeftijden van 20-35. Sterk, acrobatisch, sexy, met een grote verscheidenheid aan technische capaciteiten.

## Samenvatting
Een jonge student wordt verliefd op de dochter van een herbergier, maar zij wordt het slachtoffer van een vampier.

### Eerste akte
Professor Abronsius gaat met zijn jonge assistent Alfred naar Oost-Europa om daar het bestaan van vampieren te bewijzen. Ze verdwalen in de sneeuw en Alfred weet de professor te redden door naar een herberg in een klein gehuchtje te gaan. Daar aangekomen is de lokale bevolking zo positief over het gebruik van knoflook in het dagelijks leven, dat de professor vermoedens krijgt dat ze in de buurt van vampieren zouden kunnen zijn en maakt plannen om spoedig het dichtbijgelegen kasteel te onderzoeken.
Ondertussen raakt Alfred hevig verliefd op Sarah, de mooie dochter van Chagal, de herbergier. Tijdens een gesprek met haar raakt Alfred ervan overtuigd dat ze samen met hem in bad wil, maar Sarah weet het voor elkaar te krijgen dat ze uiteindelijk de badkamer voor zichzelf heeft. Eenmaal in bad verschijnt Graaf von Krolock die haar uitnodigt voor een bal in zijn kasteel. Hij stuurt haar via zijn hulpje Koukol als cadeau vast een paar rode danslaarzen. Sarah glipt die avond naar buiten om vast haar danslaarzen uit te proberen, en uiteindelijk komt ze terecht in het kasteel van de graaf. Haar ouders raken in paniek na het verdwijnen van Sarah, en haar vader trekt de bossen in om haar te zoeken. De volgende dag wordt het lichaam van haar vader gevonden en men is in diepe rouw. Professor Abronsius wil een houten staak door het hart van het lijk slaan, omdat hij vreest dat hij anders ook een vampier zal worden. De poging mislukt en als de avond valt komt het lichaam weer tot leven als vampier. De vampier Chagal had tijdens zijn leven al een oogje laten vallen op zijn dienstmeid Magda, dus eenmaal als vampier grijpt hij zijn kans en bijt haar, om haar op die manier ook tot vampier te maken. De professor en Alfred ontdekken wat er is gebeurd, en bespreken met Chagal dat als hij zijn leven betert en hen naar het kasteel brengt, zij Sarah kunnen redden. Eenmaal bij het kasteel aangekomen worden ze zeer vriendelijk ontvangen door de graaf. Tot ergernis van Alfred accepteert professor Abronsius de uitnodiging van de graaf om in het kasteel te verblijven. Ook Herbert, de flamboyante zoon van de graaf is zeer verheugd dat Alfred in het kasteel verblijft en wil graag 'vrienden' worden. Eenmaal in het kasteel heeft de graaf een gesprek onder vier ogen met Alfred en probeert hem ervan te overtuigen dat hij de gekke en verstrooide professor in de steek moet laten. In plaats daarvan biedt hij zichzelf aan als vaderlijke vriend en vertrouweling.

### Tweede akte
Ondertussen dwaalt Sarah door de gangen van het kasteel en onderweg ontmoet ze Graaf von Krolock. Hij wil in haar nek bijten, maar beheerst zich, enkel met als doel om haar nog gewilliger te maken de volgende avond tijdens het bal.
Die nacht slapen de professor en Alfred in het kasteel, en Alfred heeft een angstige droom waarin Sarah achtervolgd wordt door de graaf. In zijn droom probeert hij Sarah te redden, maar wordt dan zelf het slachtoffer van de graaf, waarna Sarah ook niet meer gered kan worden. Alfred wordt wakker en neemt zich voor alles op alles te zetten om Sarah te redden.
De volgende ochtend gaan de professor en Alfred op zoek naar de kelder van het kasteel in de hoop daar sarcofaag van de graaf te vinden. Ze vinden er uiteindelijk twee, maar tot groot ongenoegen blijft de professor hangen terwijl ze naar beneden proberen te klimmen. Tot zijn nog grotere ergernis heeft Alfred de moed niet om een houten staak door de harten te slaan, en keert onverrichter zake terug. Dan komen de lijken tot leven en het zijn Chagal en Magda die hun nieuwe leven als vampier en het aanstaande bal bespreken. Ze worden terug hun 'bed' in gejaagd door Koukol.
Verder zoekend in het kasteel komen de professor en Alfred in de bibliotheek wat de hemel op aarde is voor de professor. Hij is niet meer normaal aanspreekbaar dus Alfred gaat in z'n eentje verder op zoek naar Sarah. Hij vindt haar in de badkamer van het kasteel en probeert haar ervan te overtuigen dat ze samen met hem moet vluchten. Sarah wil hier niets van weten en prijst de graaf om zijn gastvrijheid. Ze verheugt zich op het bal en wil niets van Alfred weten. Alfred laat zich hier niet door ontmoedigen en is alleen nog maar meer overtuigd van de noodzaak om Sarah te redden. Hij keert terug naar de bibliotheek om aan de professor te vragen wat hij moet doen, en hij krijgt als advies om ook boeken te gaan lezen. Alfred hoort Sarah weer zingen en gaat nogmaals naar haar op zoek. In plaats van Sarah ontmoet hij Herbert, de zoon van de graaf, die wel een oogje op Alfred heeft. Hij nodigt Alfred uit om ook naar het bal te komen, alwaar zij samen zullen dansen. Herbert doet een poging Alfred te bijten, maar Alfred wordt net op tijd door de professor gered.
Alfred en de professor vluchten naar de toren van het kasteel, en daar ontmoeten ze de graaf. Deze doet niet meer voorkomen alsof hij de professor bewondert. Hij zegt nogmaals tegen Alfred dat het beter is om niet meer met de professor om te gaan en zegt dat hij toch Alfreds ziel al beheerst. Net zo plotseling als hij kwam, vertrekt de graaf weer.
Alfred en de professor kijken omlaag naar de begraafplaats van het kasteel, en zien hoe ondoden uit voorgaande eeuwen uit hun graven opstaan en zich verheugen op het bal. Daarna komt von Krolock op de begraafplaats en mijmert over alle liefdes die hij door de eeuwen heen verloren is dankzij zijn onstilbare hebzucht.
Ondertussen is het feest in de balzaal begonnen. Alfred en de professor hebben twee vampieren overmeesterd om zich in hun kleding tussen de gasten te kunnen mengen. Graaf von Krolock opent het bal en kondigt aan dat het een rijk jaar zal worden met een goede maaltijd. Sarah komt op en wordt door de graaf gebeten waarna zij samen dansen. Alfred en de professor proberen Sarah te redden, maar zij worden ontdekt doordat hun spiegelbeeld zichtbaar is. Het lukt ze om het kasteel te ontvluchten. Eenmaal in de bossen denkt de professor dat ze veilig zijn en dat hij de wereld heeft gered van alle vampieren, totdat Sarah Alfred bijt.

## Liedjes
Eerste akte
- Ouverture
- He, ho, he
- Knoblauch
- Bitte, meine Herren
- Eine schöne Tochter ist ein Segen
- Nie geseh'n
- Gott ist tot
- Alles ist Hell
- Wahrheit
- Du bist wirklich sehr nett
- Einladung zum Ball
- Draußen ist Freiheit
- Die roten Stiefel
- Stärker als wir sind
- Trauer um Chagal
- Tot zu sein ist komisch
- Durch die Wildnis zum Schloß
- Vor dem Schloß

Tweede akte
- Totale Finsternis
- Carpe Noctem
- Ein perfekter Tag
- In der Gruft
- Bücher, Bücher
- Für Sarah
- Noch mehr Bücher
- Wenn Liebe in dir ist
- Sie irren, Professor
- Ewigkeit
- Die unstillbare Gier
- Tanzsaal
- Draußen ist Freiheit - Reprise
- Der Tanz der Vampire

## Duitstalige producties

### Wenen
Tanz der Vampire vierde zijn première in het Raimund Theater in Wenen op 4 oktober 1997. Het werd geproduceerd door Vereinigte Bühnen Wien. Steve Barton won de IMAGE Award 1998 voor zijn rol van graaf Von Krolock. De productie liep tot 15 januari 2000.
Er is van deze productie een cd met de complete musical verkrijgbaar, evenals een cd met hoogtepunten.
Originele Weense cast
- Graaf Von Krolock - Steve Barton (winnaar van de IMAGE Award 1998 voor beste acteur)
- Sarah - Cornelia Zenz
- Professor Abronsius - Gernot Kranner
- Alfred - Aris Sas
- Chagal - James Sbano
- Magda - Eva Maria Marold
- Rebecca - Anne Welte
- Herbert - Nik
- Koukol - Torsten Flach

Vanaf 16 september 2009 was wederom een productie van deze musical in Wenen te zien, ditmaal in theater Ronacher.

### Stuttgart
Deze voorstelling beleefde haar première in het Duitse Stuttgart op 31 maart 2000 in het Apollo Theater. De productie liep tot 31 augustus 2003.
Originele cast in Stuttgart
- Graaf Von Krolock - Kevin Tarte
- Sarah - Barbara Kohler
- Professor Abronsius - Werner Bauer
- Alfred - Aris Sas
- Chagal - James Sbano
- Magda - Maaike Schuurmans
- Rebecca - Anne Welte
- Herbert - Thomas Mulner
- Koukol - Torsten Flach

In 2009 kregen bezoekers van voorstellingen de gelegenheid te stemmen voor de productie die zij in Stuttgart wilden zien. De winnaar van deze stemming was Tanz der Vampire. Daarom was vanaf 25 februari 2010 wederom een productie van deze musical in Stuttgart te zien, in het Palladium Theater.
- Graaf Von Krolock - Jan Amman / Kevin Tarte
- Sarah - Sabrina Auer
- Professor Abronsius - Christian Stadlhofer
- Alfred - Krisha Dalke
- Chagal - Jerzy Jeszke
- Magda - Linda Konrad
- Rebecca - Martine de Jager
- Herbert - Florian Fetterle
- Koukol - Stefan Büdenbender

### Hamburg
Een nieuwe productie van de show liep vanaf 16 december 2003 in theater Neue Flora in Hamburg. De show liep tot 22 januari 2006.
Originele Hamburgse cast
- Graaf Von Krolock - Thomas Borchert
- Sarah - Jessica Kessler
- Professor Abronsius - Werner Bauer
- Alfred - Fredrik Wickerts
- Chagal - Jerzy Jeszke
- Magda - Anna Thoren
- Rebecca - Jan Merchant
- Herbert - Norbert Kohler
- Koukol - Stefan Budenbender

### Berlijn
De Berlijnse productie opende in het Theater des Westens op 10 december 2006. De productie liep tot 30 maart 2008.
Originele Berlijnse cast
- Graaf Von Krolock - Thomas Borchert
- Sarah - Lucy Scherer
- Professor Abronsius - Veit Schafermeier
- Alfred - Alexander Klaws
- Chagal - Ulrich Wiggers
- Magda - Katja Berg
- Rebecca - Maike Katrin Schmidt
- Herbert - Haldor Laegreid
- Koukol - Stefan Budenbender

### Tienjarigjubileumconcert in Wenen
Tanz der Vampire keerde terug naar Wenen in februari 2007. Een verkleinde uitvoering van de show werd voor een korte periode van slechts zeven uitvoeringen gebracht in het Raimundtheater.
Cast tienjarigjubileumconcert
- Graaf Von Krolock - Thomas Borchert
- Sarah - Marjan Shaki
- Professor Abronsius - Gernot Kranner
- Alfred - Lukas Perman
- Chagal - Thomas Bayer
- Magda - Suzanne Carey
- Rebecca - Tina Schöltzke
- Herbert - Tim Reichwein

### Oberhausen
Een nieuwe productie van Tanz der Vampire ging begin november 2008 in het Metronom Theater in Oberhausen in première en beleefde daar zijn laatste voorstelling in januari 2010. Daarna verhuisde deze productie naar Stuttgart.
Originele cast in Oberhausen
- Graaf Von Krolock - Jan Ammann
- Sarah - Nele-Liis Vaiksoo
- Professor Abronsius - Gernot Kranner
- Alfred - Krisha Dalke
- Chagal - Jerzy Jeszke
- Magda - Linda Konrad
- Rebecca - Heike Schmitz
- Herbert - Florian Fetterle
- Koukol - Stefan Büdenbender

### Wenen 2009
Vanaf 16 september 2009 was wederom een productie van deze musical in Wenen te zien in theater Ronacher, gebaseerd op de oorspronkelijke productie. De oorspronkelijke regieassistent van Polański, Cornelius Baltus, regisseerde deze versie.
Originele Weense cast
- Graf von Krolock - Thomas Borchert
- Sarah - Marjan Shaki
- Professor Abronsius - Gernot Kranner
- Alfred - Lukas Perman
- Chagal - James Sbano
- Magda - Anna Thorén
- Rebecca - Katharina Dorian
- Herbert - Marc Liebisch
- Koukol - Thomas Weissengruber

## Niet-Duitstalige producties

### Estland
Vampiiride Tants ging op 10 november 2000 in Tallinn in het Tallinna Linnahall Arena in première voor een korte periode van 10 uitvoeringen.
Originele Estlandse cast
- Graaf Von Krolock - Jassi Zahharov
- Sarah - Nele-Liis Vaiksoo / Kristine Muldma
- Professor Abronsius - Rostislav Gurjev
- Alfred - Koit Toome
- Chagal - Marko Matvere
- Magda - Kaire Vilgats
- Rebecca - Katrin Karisma
- Herbert - Bert Pringi
- Koukol - Lauri Liiv / Bert Pringi

### Broadway
De musical werd uitvoerig herschreven voor de productie op Broadway, met Michael Crawford in de rol van von Krolock. De show werd geregisseerd door John Rando en niet meer door Polański. Jim Steinman werkte in eerste instantie mee aan de productie maar werd halverwege ontslagen om zijn kritiek op de richting waarin de productie ging. De show ontving veel negatieve recensies, in het bijzonder voor het werk van Crawford, en het werd een van de duurste flops in de geschiedenis van Broadway, waarbij ongeveer 12 miljoen dollar verloren werd.
De musical beleefde zijn première op 18 oktober 2002 en sloot op 25 januari 2003 na 56 officiële uitvoeringen.
Originele Broadwaycast
- Graaf Von Krolock - Michael Crawford
- Sarah - Mandy Gonzales
- Professor Abronsius - Rene Auberjonois
- Alfred - Max Von Essen
- Chagal - Ron Orbach
- Magda - Leah Hocking
- Rebecca - Liz McCartney
- Herbert - Asa Somers
- Boris - Mark Price

### Warschau
Taniec Wampirów opende in Warschau in het Teatr Muzyczny Roma op 8 oktober 2005. De productie liep tot 22 oktober 2006.
Er is een cd met nummers van deze productie verkrijgbaar.
Originele cast in Warschau
- Graaf Von Krolock - Łukasz Dziedzic / Paweł Podgórski
- Sarah - Malwina Kusior / Aleksandra Bieńkowska / Agata Załuska
- Professor Abronsius - Robert Rozmus / Grzegorz Pierczyński
- Alfred - Jakub Molęda / Marcin Wortmann
- Chagal - Wojciech Paszkowski / Janusz Kruciński
- Magda - Dominika Szymańska / Katarzyna Walczak / Anna Gigiel
- Rebecca - Grażyna Strachota / Izabela Bujniewicz
- Herbert - Jakub Wocial / Modest Ruciński
- Koukol - Jakub Szydłowski / Błażej Ciszek

### Tokio
De Japanse productie ging in première op 7 juli 2006 in Tokio.
Een live-cd van deze productie is verkrijgbaar.
Originele Japanse cast
- Graaf Von Krolock - Yuichiro Yamaguchi
- Sarah - Chihiro Otsuka / Tamaki Kenmochi
- Professor Abronsius - Masachika Ichimura
- Alfred - Yohei Izumi / Kenji Urai
- Chagal - Masahiro Sato
- Magda - Yuko Miyamoto
- Rebecca - Satomi Achiwa
- Herbert - Keigo Yoshino
- Koukol - Hajime Komada

### Boedapest
Vámpírok Bálja ging op 30 juni 2007 in het Magyar Színház in Boedapest in première.
Originele cast in Boedapest
- Graaf Von Krolock - Géza Egyházi / Sándor Nagy / Pál Feke
- Sarah - Zsanett Andrádi / Nikoletta Kovács / Dóra Stróbel
- Professor Abronsius - Csaba Jegercsik / Dávid Sándor / Gábor Bot
- Alfred - László Sánta / Tibor Héger / János Szemenyei
- Chagal - Béla Pavletits / Gábor Bot / János Balog
- Magda - Tímea Kecskés / Anna Balogh / Dóra Stróbel
- Rebecca - Judit Dobos / Kristina Urbanovits / Dóra Köves
- Herbert - Dávid Pirgel / Victor Posta / Máté Kamarás
- Koukol - Gábor Attila Farkas / János Balog

## Nederlandstalige producties

### Nederland
In april 2004 is in theater De Blauwe Kei in Veghel, in een productie van Stichting Stage Affairs uit Veghel, een Nederlandstalige bewerking van Tanz der Vampire onder de titel Carpe Noctem te zien geweest. Deze productie kwam buiten weten van het originele creatieve team tot stand.
- Graaf Von Krolock - Richard Spijkers
- Sarah - Marloes Verheijen
- Professor Abronsius - Berry Reijnen
- Alfred - Rik van de Rijdt
- Chagal - Remco Hoogweg
- Magda - Ilonka ter Heine
- Rebecca - Berna van Es
- Herbert - Jeroen Thoms
- Koukol - Jürgen Scheffer

In november 2006 bracht Musicalgroep Colours uit Apeldoorn Carpe Noctem. Een voorstelling met de muziek uit Tanz der Vampire.

### België
In het seizoen 2009/2010 zou Tanz der Vampire onder de titel Dans der Vampieren naar België gaan, meer bepaald naar Stadsschouwburg Antwerpen en Capitole Gent, met een Nederlandstalige cast. De producent maakte hiervoor gebruik van subsidie door de Belgische overheid. Toen andere producenten, die geen subsidie ontvingen, hier bezwaar tegen maakten, werd Dans der Vampieren uitgesteld tot 2010. Op 9 september 2010 ging de productie in Antwerpen in première, met dezelfde cast als origineel bedoeld op professor Abronsius na. De Nederlandse vertaling werd geschreven door Allard Blom, de regie was in handen van Cornelius Baltus. De laatste voorstelling vond plaats op 24 oktober 2010.
De originele Vlaamse cast bestond uit:
- Graaf von Krolock, de vampierengraaf: Hans Peter Janssens (understudy: Sven Tummeleer)
- Alfred, assistent van de professor: Niels Jacobs (understudy: Leendert De Vis)
- Sarah, dochter van de waard: Anne Van Opstal (1e understudy: Sara Gracia Santacreu) (2e understudy: Deborah de Groot)
- Professor Abronsius, vampierenjager: Sébastien De Smet (understudy: Pieter van Nieuwenhuyze)
- Chagal, de waard: Frank Hoelen (understudy: Joris de Beul)
- Rebecca, moeder van Sarah: Lulu Aertgeerts (understudy: Elke Buyle)
- Herbert, zoon van de Graaf: Michaël Zanders (understudy: Eddy Klein)
- Magda, de meid van Chagal: Goele De Raedt (understudy: Sanne Mieloo)
- Koukol, de knecht van de Graaf: James Cooke (understudy: Eddy Klein)
- Ensemble:Sara Gracia Santecreu, Sanne Mieloo, Elke Buyle, Deborah de Groot, Charline Catrysse, Anouk Roolker, Stephan der Kinderen, Pieter Van Nieuwenhuyze, Leendert De Vis, Sven Tummenleer, Eddy Klein, Joris De Beul, Gerben Grimmius, Anna Lopusny, Daphne van Veltom, Gwen Hamerlijnck, Kim Arts, Kirby Detaille, Milou van Onna, Ádám Sólya, Bram De Beul, Jeffrey Stuut, Steven Savelkoels, Zoltán Fekete, Tibor Nagy

## Bron
1. ↑  (de)  Leading Team, www.musicalvienna.at